# Campo de petróleo Summerland

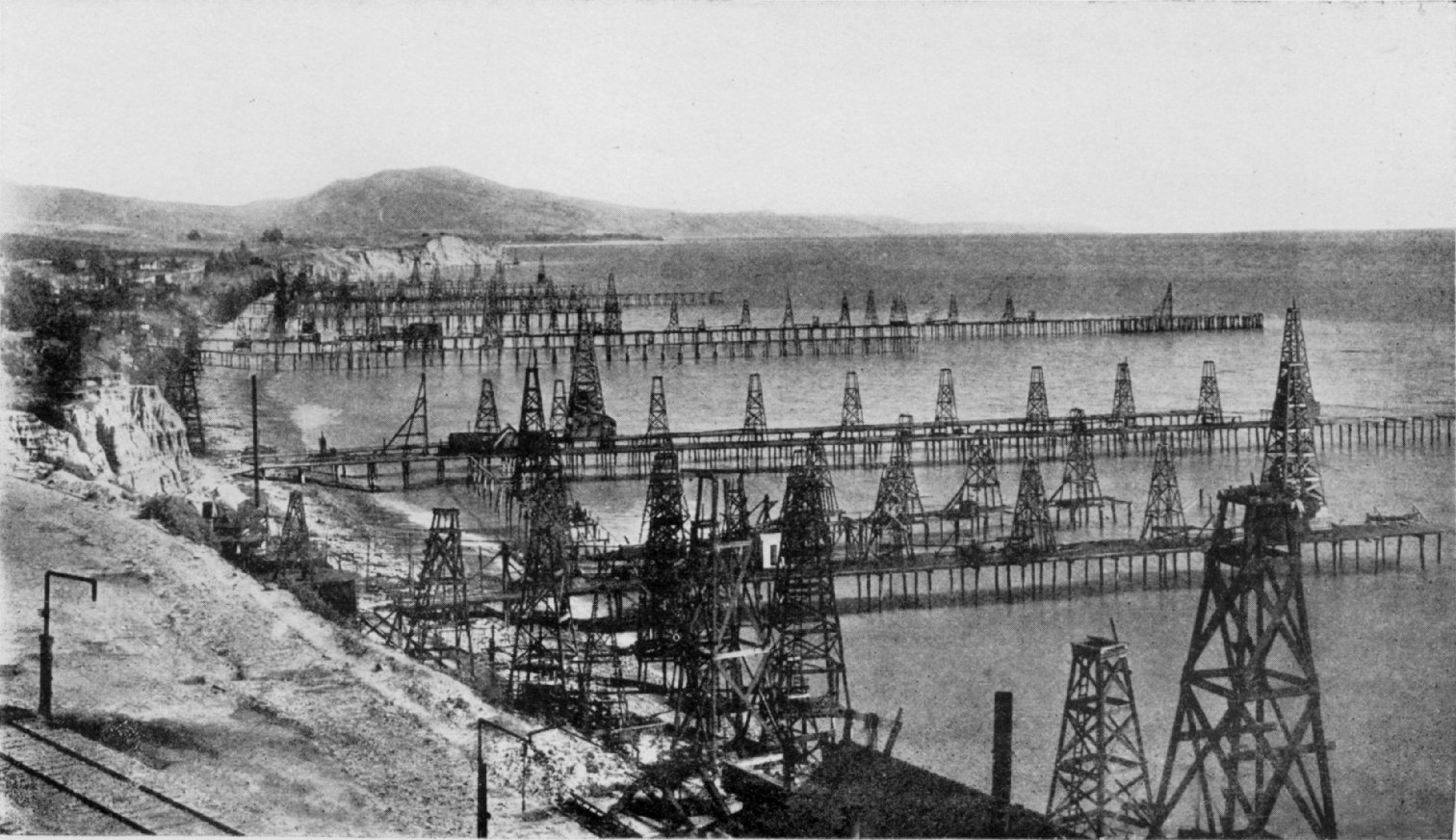
O campo de petróleo Summerland, próximo de Santa Barbara, Califórnia, antes de 1906

O campo de petróleo ou campo petrolífero Summerland (e também campo de petróleo offshore Summerland) é um campo de petróleo inativo no Condado de Santa Barbara, Califórnia , a cerca de seis quilômetros a leste da cidade de Santa Barbara, dentro e ao lado da comunidade não-incorporada de Summerland. Desenvolvido pela primeira vez na década de 1890, e ricamente produtivo no início do século XX, o campo de petróleo Summerland foi a localização dos primeiros poços de petróleo offshore do mundo, perfurados a partir de cais em 1896.